# The Dark Tree
The Dark Tree ist ein Jazzalbum von Horace Tapscott. Die vom 14. bis 17. Dezember 1989 im Catalina Bar & Grill in Los Angeles entstandenen Aufnahmen erschienen 1990 bzw. 1991 erstmals in Form von zwei Einzel-CDs auf HatHut Records. Als Doppelalbum zusammengepackt kam es 1999, 2000 und 2009 zu weiteren limitierten Neuauflagen.

## Hintergrund
Der Livemitschnitt von The Dark Tree griff wesentliche Teile von Tapscotts Debütalbum The Giant Is Awakened auf, das 1969 auf dem Label Flying Dutchman von Bob Thiele veröffentlicht worden war. Auf The Dark Tree ist das Titelstück in zwei Darbietungen zu hören, die jeweils etwa zwanzig Minuten lang sind, und „Nyja's Theme“ wird ebenfalls zwanzig Minuten lang aufgeführt. Diese beiden Stücke waren auf dem Album von 1969 enthalten (auf dem „Nyja's Theme“ den Titel „Niger's Theme“ trug). Beide Alben von The Dark Tree wurden mit einem Quartett aufgenommen, wobei der Klarinettist John Carter statt des Altsaxophonisten Arthur Blythe (im Vergleich zum Album von 1969) bei The Dark Tree spielte und in der Rhythmusgruppe der Bassist Cecil McBee und Schlagzeuger Andrew Cyrille agierten. (Die Band auf dem Flying-Dutchman-Album wurde noch als Quintett etikettiert, obwohl der zweite Bassist nicht bei jedem Track anwesend war, notierte Chris May.)
Angeblich war es eine Anforderung des Labels, dass die Rhythmusgruppe für die Produktion nach Los Angeles eingeflogen wurde und Tapscott nicht auf weitere Musiker aus dem Musikerkollektiv Union of God’s Musicians and Artists Ascension zurückgreifen konnte, die mit dem aufgeführten Repertoire vertrauter waren als McBee und insbesondere Cyrille.
Das HatHut-Album ist nicht zu verwechseln mit der gleichnamigen Tapscott-CD The Dark Tree, die Steven L. Isoardis Buch The Dark Tree (Jazz and Community Arts in Los Angeles) (Berkeley: University of California Press) 2006 beiliegt; diese CD enthält Aufnahmen aus dem Horace Tapscott Archive von 1970–1976 und waren bislang unveröffentlicht.

## Titelliste
- Horace Tapscott: The Dark Tree Volume 1 (hat ART CD 6053)[5]

1. The Dark Tree 20:56
2. Sketches of Drunken Mary 11:32
3. Lino’s Pad 16:46
4. One for Lately (Thurman Green) 10:24

- Horace Tapscott: The Dark Tree Volume 2 (hat ART CD 608)[6]

1. Sandy and Niles 11:17
2. Bavarian Mist (Michael Session) 13:16
3. The Dark Tree 2 18:30
4. A Dress for Renee 4:57
5. Naya's Theme 19:44

Wenn nicht anders vermerkt, stammen die Kompositionen von Horace Tapscott.

## Rezeption
Nach Ansicht von Chris May, der das Album in All About Jazz rezensierte, ist die Musik auf The Dark Tree „ein brodelnder Kessel aus Emotionen“, der, wie es Tapscotts Handschrift entsprechen würde, in Bass- und Schlagzeugrhythmen und seiner eigenen Spiel im tiefen Register mit der linken Hand wurzle. Der Gesamteffekt sei schamanistisch, eine Qualität, die durch Carters wilde, verschmierte Energieausbrüche verstärkt werde. Es gebe überall Nuancen, wechselnde Dynamiken und starke Melodien. Auch dreißig Jahre später biete das Album absolut Genuss. Angesichts der Tatsache, dass das Album über vier Nächte aufgenommen wurde, sei es wahrscheinlich, dass mehrere weitere Stunden ähnlich (oder fast genauso) transzendenter Musik aufgenommen wurden.